# Sumu-Epuh
Sumu-Epuh va ser el primer rei conegut de Iamkhad, fundador d'una dinastia que va regnar al segle xviii aC i segle xvii aC en aquell país, controlant la part nord de Síria.
Sembla que va accedir al poder cap al 1810 aC i va morir potser el 1780 aC. No se sap com va fundar el seu regne ni la seva biografia, però era rei també d'Alalakh i Tuba. Entra a la història quan el rei Yakhdun-Lim de Mari diu que era un dels seus principals opositors. Yakhdun-Lim, un rei ambiciós, havia establert aliances amb Iamkhad i les va trencar quan es va aliar amb Eixnunna i organitzant una campanya d'expansió que el va portar fins al Mediterrani. Aquesta campanya va provocar que Sumu-Epuh que va cridar a una revolta dels nòmades benjaminites contra Mari. Yakhdun-Lim en va sortir victoriós, però molt poc temps després va ser destronat pel seu fill Sumu-Yaman, potser l'any 1793 aC. El destronament (i potser l'assassinat) de Yakhdun-Lim va portar a la conquesta de Mari per Xamxi-Adad I d'Assíria.

## Guerra amb Assíria
Sumu-Epuh es va aliar amb el país de Khashshum i van atacar el regne de Zamalkum, país situat en territori pantanós entre l'Eufrates i el Balikh. Khashshum va trair Sumu-Epuh i es va aliar amb Xamxi-Adad i van assetjar Alep, la capital de Iamkhad, amb l'ajuda de les ciutats d'Urshu i de Carquemix. Mentrestant Yakhdun-Lim de Mari va morir, i Xamxi-Adad va instal·lar al tron d'aquell regne al seu fill Yashmakhadad, casat amb Beltu, la filla del rei de Qatna, país que també va entrar a l'aliança contra Iamkhad.
Sumu-Epuh va rebre molt bé a Zimri-Lim l'hereu del regne de Mari ara destronat, i li va donar suport, ja que era el rei legítim. Xamxi-Adad va atacar Alep, però no la va poder conquerir, perquè Sumu-Epuh va rebre l'ajuda dels suteus i els turukku, tribus relacionades amb el regne de Mari. Sembla que Sumu-Epuh va morir en una de les batalles contra Xamxi-Adad cap al 1780 aC. El va succeir el seu fill Yarim-Lim I i es va iniciar una dinastia a Iamkhad que va existir fins al 1344 aC.